# Kirsty Mitchell
Pour les articles homonymes, voir Mitchell.
Kirsty Mitchell (Glasgow, 28 juin 1974) est une actrice écossaise. 

## Filmographie

### Cinéma
- 2000 : Un but pour la gloire
- 2017 : L'Échappée belle
- 2018 : Blackwood, le pensionnat

### Télévision
- 2001 : Attila le Hun
- 2002 : Une double vie
- 2010 : Lake Placid 3
- 2011 - 2013 : Jackson Brodie, détective privé
- 2020 : Léna, rêve d'étoile